# Thomas Wade
Thomas Francis Wade, född 25 augusti 1818 i London, död 31 juli 1895 i Cambridge, var en brittisk diplomat och sinolog. Även om Wade för sin samtid var främst känd för sin diplomatiska verksamhet i Kina (Qingdynastin), är han idag mest ihågkommen som upphovsman till det kinesiska romaniseringssystemet Wade-Giles.
Wade blev 1838 officer, kom 1842 med sitt regemente till Kina, deltog där i kriget till freden i Nanking augusti samma år, stannade i Hongkong som ämbetsman, var 1852-55 brittisk vice-konsul i Shanghai och därefter kinesisk sekreterare först hos guvernören i Hongkong och under kinesiska kriget 1857-58 hos brittiske regeringskommissarien Lord Elgin. Som sådan hade Wade väsentlig andel i de förhandlingar, som 1858 ledde till freden i Tianjin. I samma egenskap deltog han i 1860 års förhandlingar, blev 1861 legationssekreterare i Peking, befordrades 1871 till brittiskt sändebud där, erhöll 1875 knightvärdighet och återvände 1883 till hemlandet, där han 1888 blev professor i kinesiska vid Universitetet i Cambridge.